# Патологічна анатомія щелепних кісток
Ураження щелепних кісток різноманітні. У відомому посібнику з онкоморфології, що випускався Інститутом патології Збройних сил США, в томі, присвяченому пухлинам і пухлиноподібним процесам щелепних кісток (2001), описано 71 захворювання.

## Пороки розвитку щелепних кісток
До основних вад розвитку щелепних кісток належать агнатія, мікрогнатія, макрогнатія, прогнатія, ретрогнатія, латерогнатія, синдром (аномалад) Робена та гнатосхіз.

Синдром Сміта-Лемлі-Опітца (RSH-синдром — за першими літерами імен трьох перших хворих) — комплекс спадкових аномалій (аутосомно-рецесивне спадкування): мікрогнатія, мікростомія, блефароптоз, страбизм, широка спинка носа і спрямовані вгору ніздрі, а також розширення проміжків між зубами і вовча паща і язичка.
Макрогнатія (також макрогенія, лат. macrognathia від грец. γνάθος — щелепа) — збільшена щелепна кістка. Зазвичай поєднується з прогнатією. Виділяють верхню і нижню, одно- і двосторонню макрогнатію.
Прогнатія (також прогенія, лат. prognathia від грец. γνάθος — щелепа) — в стоматології аномалія розвитку: патологічний тип прикусу (зазвичай вродженого характеру), при якому альвеолярний відросток верхньої щелепи разом з передніми зубами значно виступає вперед. Контакту передній зубів при змиканні щелеп немає. Застосовують ортодонтичний та хірургічний методи лікування.